# Šembije

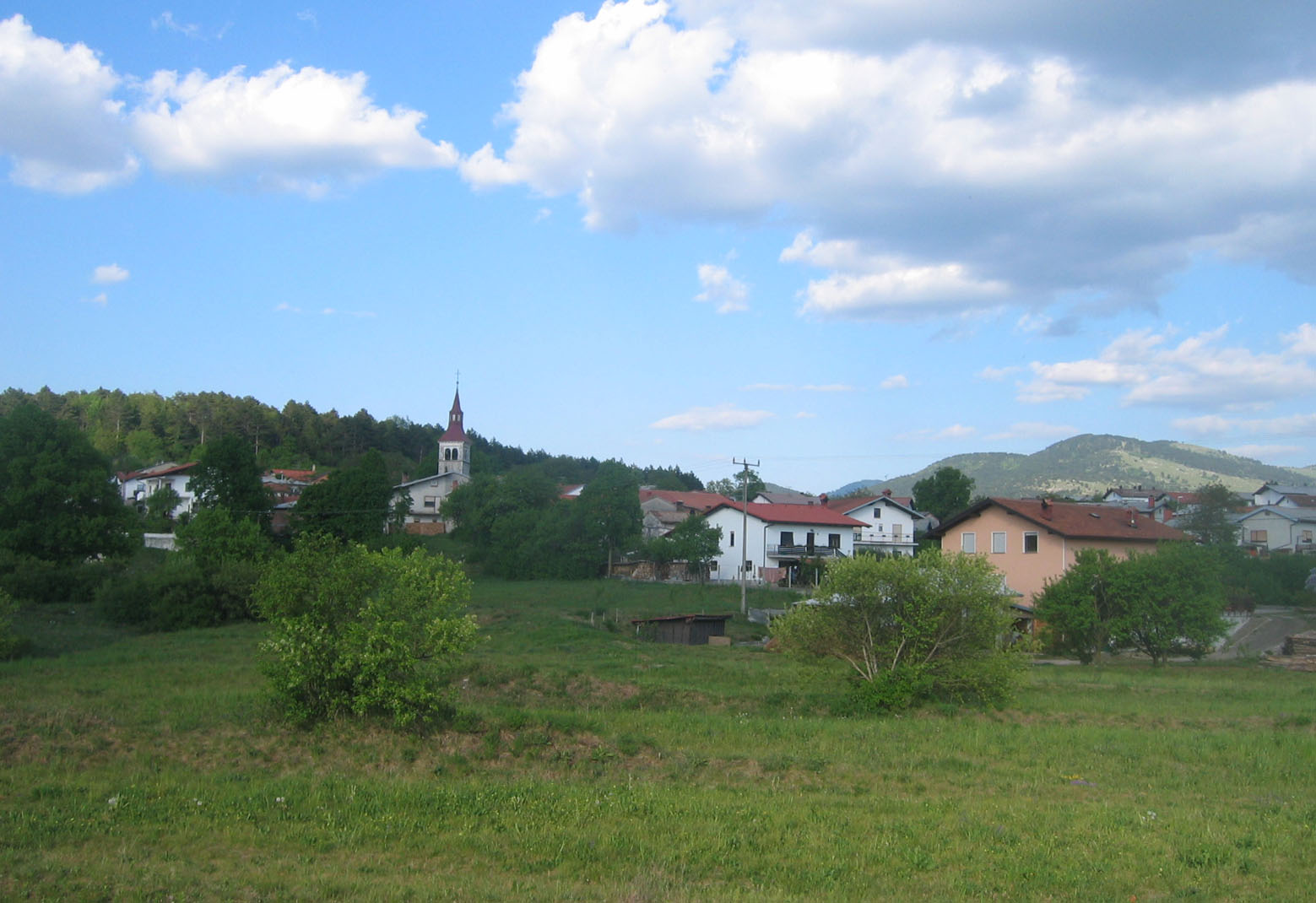
Blick auf den Ort

Šembije (ausgesprochen [ʃɛmbiːjɛ], deutsch: Schämbl; italienisch: Sembie) ist ein Dorf vier Kilometer nördlich von Ilirska Bistrica in Slowenien.

## Massengräber
Šembije ist der Ort von zwei bekannten Massengräbern aus der Zeit unmittelbar nach dem Zweiten Weltkrieg. Sie befinden sich beide südlich des Dorfes und enthalten die Reste deutscher Soldaten aus dem 97. Korps, die Anfang Mai 1945 hier fielen. Das Golak-Massengrab (Slowenisch: Grobišče Golak) liegt neben der Straße und enthält die Reste von 12 Soldaten.  Das Vinograd-Massengrab (Grobišče Vinograd) liegt östlich der Straße und enthält die Überreste von 30 Soldaten.

## Kirche
Die örtliche Kirche in der Siedlung ist dem Heiligen Vitus gewidmet und gehört der Pfarrei Knežak.